# Mare de Déu de la Candelera d'Olp

La Mare de Déu de la Candelera d'Olp, modernament la Purificació, és l'església parroquial del poble d'Olp, en el terme municipal de Sort, a la comarca del Pallars Sobirà. 

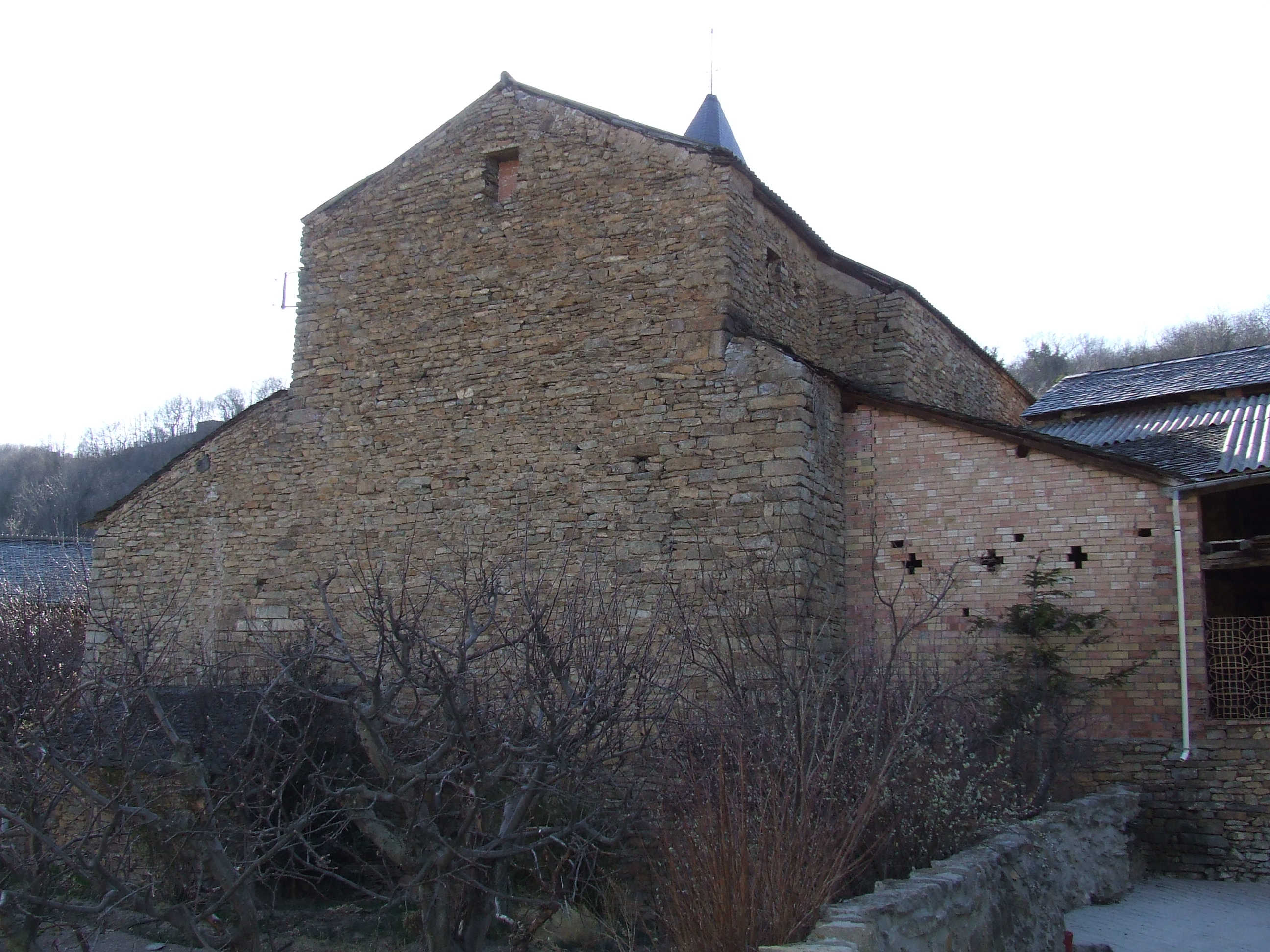
Capçalera de la Mare de Déu de la Candelera d'Olp

Pertanyia a l'antic terme d'Enviny. Està situada a l'extrem sud-oriental del poble. És un edifici gran, d'època moderna, amb un estret campanar, amb relació a l'amplada de la nau, a l'angle sud-oest. Aquest campanar, de planta vuitavada, té les característiques dels típics campanar pallaresos i aranesos, amb coberta piramidal de lloses de pissarra. Església parroquial, d'ella depenien les capelles de Sant Josep i de Sant Pere, la darrera actualment en ruïnes, a més de la sufragània de Sant Esteve de Castellviny.
Església de planta rectangular amb capçalera a llevant i façana a occident on s'obre la porta d'arc de mig punt format per grans dovelles de granit. A la part inferior de la façana s'obren una rosassa i, per damunt d'aquesta, una petita finestra atrompetada. Altres petites obertures estan situades als laterals de la nau. Al sud-oest s'aixeca una torre escapçada, de planta quadrada, coberta amb un petit llosat a dues aigües sobre el qual ha estat construïda una espadanya proveïda d'un únic arc. L'aparell utilitzat és la pissarra -pedra local- sense desbastar, excepte a les cantonades, on s'han emprat carreus.